# Nati nel 1873
| Questa pagina contiene informazioni ricavate automaticamente dalle voci biografiche con l'ausilio del template Bio e di un bot. L'aggiornamento è periodico e automatico e ricostruisce completamente la pagina. Se manca una persona in questa lista, sei pregato di non aggiungerla, ma accertati piuttosto che la sua voce biografica contenga il template Bio e che i dati anagrafici siano correttamente compilati. Se il template Bio manca, inseriscilo tu stesso o, in alternativa, metti l'avviso {{tmp\|Bio}} che ne segnala la mancanza. Se i dati riportati sono sbagliati, correggi direttamente la voce biografica; le modifiche saranno visibili in questa lista entro pochi giorni. Per chiarimenti vedi il progetto biografie. La lista contiene solo le 825 persone che sono citate nell'enciclopedia e per le quali è stato implementato correttamente il template Bio. Pagina aggiornata al 18 ago 2025. |

## Gennaio(66)
- 1º gennaio - Mariano Azuela, medico e scrittore messicano († 1952)
- 1º gennaio - Frank Hall Crane, attore, regista e sceneggiatore statunitense († 1948)
- 1º gennaio - Gustavo Giovannoni, architetto e ingegnere italiano († 1947)
- 2 gennaio - Giuseppe Cavallera, politico italiano († 1952)
- 2 gennaio - Raffaele Girondi, pittore italiano († 1911)
- 2 gennaio - Anton Pannekoek, astronomo, astrofisico e filosofo olandese († 1960)
- 2 gennaio - Teresa di Lisieux, monaca cristiana, mistica e teologa francese († 1897)
- 3 gennaio - Adolfo Levier, pittore italiano († 1953)
- 5 gennaio - Antonio Graziadei, economista e politico italiano († 1953)
- 5 gennaio - Giovanni Lorenzoni, economista e sociologo italiano († 1944)
- 6 gennaio - Giovanni del Liechtenstein, militare austriaco († 1959)
- 6 gennaio - Joaquín Mir Trinxet, pittore spagnolo († 1940)
- 6 gennaio - Karl Straube, organista e direttore di coro tedesco († 1950)
- 6 gennaio - Francesco Zanardi, politico italiano († 1954)
- 7 gennaio - Charles Péguy, scrittore, poeta e saggista francese († 1914)
- 7 gennaio - Frederick Winters, sollevatore statunitense († 1915)
- 7 gennaio - Adolph Zukor, produttore cinematografico ungherese († 1976)
- 8 gennaio - Lucien Capet, violinista e compositore francese († 1928)
- 8 gennaio - Alfonso Ferrero, scrittore italiano († 1933)
- 8 gennaio - Giulio Grimaldi, filologo, scrittore e poeta italiano († 1910)
- 8 gennaio - Iuliu Maniu, politico romeno († 1953)
- 8 gennaio - Elena del Montenegro, regina montenegrina († 1952)
- 9 gennaio - Haim Nachman Bialik, poeta ucraino († 1934)
- 9 gennaio - Thomas Curtis, ostacolista e velocista statunitense († 1944)
- 9 gennaio - David Gould, allenatore di calcio e calciatore scozzese († 1939)
- 9 gennaio - Harry Spanjer, pugile statunitense († 1958)
- 10 gennaio - Algernon Maudslay, velista britannico († 1948)
- 10 gennaio - George Orton, siepista e ostacolista canadese († 1958)
- 11 gennaio - David Hartford, regista, attore e produttore cinematografico statunitense († 1932)
- 11 gennaio - Olga Modigliani, ceramista italiana († 1968)
- 12 gennaio - Spyridōn Louīs, maratoneta greco († 1940)
- 13 gennaio - Vasile Suciu, arcivescovo cattolico rumeno († 1935)
- 13 gennaio - Émile Vardannes, attore, regista e sceneggiatore francese († 1951)
- 14 gennaio - Rhoda Abbott, inglese († 1946)
- 14 gennaio - André Bloch, compositore francese († 1960)
- 14 gennaio - Albert Paulig, attore tedesco († 1933)
- 14 gennaio - Moisej Solomonovič Urickij, politico e rivoluzionario russo († 1918)
- 14 gennaio - Roberto di Württemberg, principe tedesco († 1947)
- 15 gennaio - Max Adler, filosofo, sociologo e politico austriaco († 1937)
- 15 gennaio - Ivan Vasil'evič Babuškin, rivoluzionario russo († 1906)
- 16 gennaio - Boyd Alexander, esploratore, ornitologo e ufficiale inglese († 1910)
- 16 gennaio - Jean-Joseph Renaud, schermidore, scrittore e drammaturgo francese († 1953)
- 17 gennaio - William Parke, regista e attore statunitense († 1941)
- 17 gennaio - Edith Stuyvesant Dresser, filantropa e attivista statunitense († 1958)
- 18 gennaio - Heinrich Gomperz, filosofo austriaco († 1942)
- 19 gennaio - Minnie Dupree, attrice teatrale statunitense († 1947)
- 19 gennaio - Dezső Wein, ginnasta ungherese († 1944)
- 20 gennaio - Hōmei Iwano, scrittore giapponese († 1920)
- 20 gennaio - Johannes Vilhelm Jensen, scrittore e poeta danese († 1950)
- 21 gennaio - Aurelio Drago, ingegnere e politico italiano († 1955)
- 21 gennaio - Arturo Labriola, politico e economista italiano († 1959)
- 21 gennaio - Ernest Needham, calciatore e crickettista inglese († 1936)
- 21 gennaio - Zelda Sears, sceneggiatrice, attrice e commediografa statunitense († 1935)
- 22 gennaio - Osip Braz, pittore russo († 1936)
- 22 gennaio - Luis Marichalar y Monreal, politico spagnolo († 1945)
- 22 gennaio - Alfred Richard Orage, filosofo e editore britannico († 1934)
- 24 gennaio - Dmitrij Ušakov, filologo e lessicografo russo († 1942)
- 25 gennaio - Olinto Dini, poeta italiano († 1951)
- 25 gennaio - Alessandro Varaldo, giornalista, scrittore e drammaturgo italiano († 1953)
- 27 gennaio - Alfredo Dentice di Frasso, ammiraglio, imprenditore e politico italiano († 1940)
- 27 gennaio - Arrigo Solmi, storico e giurista italiano († 1944)
- 28 gennaio - Colette, scrittrice e attrice teatrale francese († 1954)
- 29 gennaio - Giuseppe Scalarini, disegnatore italiano († 1948)
- 29 gennaio - Luigi Amedeo di Savoia-Aosta, nobile, ammiraglio e esploratore italiano († 1933)
- 31 gennaio - Abel Albert, rugbista a 15 francese († 1919)
- 31 gennaio - Melitta Bentz, inventrice tedesca († 1950)

## Febbraio(63)
- 1º febbraio - Helena Gleichen, pittrice inglese († 1947)
- 1º febbraio - Pammal Sambandha Mudaliar, regista teatrale, attore e drammaturgo indiano († 1964)
- 1º febbraio - Karl Schmidt-Hellerau, ebanista e imprenditore tedesco († 1948)
- 2 febbraio - Maria Bakunin, chimica e biologa italiana († 1960)
- 2 febbraio - Leo Fall, compositore austriaco († 1925)
- 2 febbraio - Edmund Groag, storico austriaco († 1945)
- 2 febbraio - Oskar Kaufmann, architetto ungherese († 1956)
- 2 febbraio - Maurice Tourneur, regista, sceneggiatore e produttore cinematografico francese († 1961)
- 3 febbraio - Ernest Allo, religioso e presbitero francese († 1945)
- 3 febbraio - Giacomo Appiotti, generale e politico italiano († 1948)
- 3 febbraio - Ettore Ascoli, generale e partigiano italiano († 1943)
- 3 febbraio - Arthur Hotaling, regista e produttore cinematografico statunitense († 1938)
- 3 febbraio - Karl Jatho, inventore tedesco († 1933)
- 3 febbraio - Hugh Trenchard, I visconte Trenchard, generale britannico († 1956)
- 4 febbraio - Étienne Desmarteau, martellista canadese († 1905)
- 4 febbraio - Alberto Gentili, musicologo e compositore italiano († 1954)
- 4 febbraio - Siegfried von Kardorff, politico tedesco († 1945)
- 5 febbraio - Alfredo Marangolo, dirigente sportivo e calciatore italiano
- 7 febbraio - Thomas Andrews, progettista britannico († 1912)
- 7 febbraio - Charles Dixon, tennista britannico († 1939)
- 8 febbraio - Josef Enzensperger, alpinista, meteorologo e avvocato tedesco († 1903)
- 8 febbraio - Filippo Perlo, vescovo cattolico e missionario italiano († 1948)
- 8 febbraio - Edvard Hugo von Zeipel, astronomo svedese († 1959)
- 8 febbraio - Pёtr Ivanovič Čardynin, regista cinematografico russo († 1934)
- 9 febbraio - Giovanni Indri, avvocato e politico italiano († 1951)
- 9 febbraio - Paolo Luigioni, entomologo e biologo italiano († 1937)
- 10 febbraio - Alfredo Bruchi, dirigente d'azienda e politico italiano († 1956)
- 11 febbraio - Dmitrij Arakišvili, musicologo georgiano († 1953)
- 11 febbraio - Georg Hirschfeld, scrittore tedesco († 1942)
- 12 febbraio - Barnum Brown, paleontologo statunitense († 1963)
- 12 febbraio - Egidio Dabbeni, ingegnere e architetto italiano († 1964)
- 12 febbraio - Francesca dell'Incarnazione, religiosa spagnola († 1937)
- 12 febbraio - Konstantin von Neurath, politico, diplomatico e criminale di guerra tedesco († 1956)
- 12 febbraio - Theodoor Hendrik van de Velde, ginecologo olandese († 1937)
- 13 febbraio - Hans Leesment, generale estone († 1944)
- 13 febbraio - Fëdor Ivanovič Šaljapin, basso russo († 1938)
- 13 febbraio - Red Wing, attrice statunitense († 1974)
- 14 febbraio - Georges Dillon-Kavanagh, schermidore francese († 1944)
- 14 febbraio - Giuseppe Petrelli, arcivescovo cattolico italiano († 1962)
- 14 febbraio - Albert Guillaume, pittore francese († 1942)
- 15 febbraio - Hans Karl August Simon von Euler-Chelpin, biochimico svedese († 1964)
- 15 febbraio - Camillo Tommasi di Scillato, generale e politico italiano († 1969)
- 16 febbraio - Herman de By, nuotatore olandese († 1961)
- 17 febbraio - Alberto La Pegna, politico e avvocato italiano
- 18 febbraio - Alfonso Rubilli, politico e avvocato italiano († 1960)
- 19 febbraio - Louis Feuillade, regista e sceneggiatore francese († 1925)
- 19 febbraio - Almighty Voice, giocatore di lacrosse canadese († 1960)
- 20 febbraio - Adolfo Cetto, bibliotecario italiano († 1963)
- 21 febbraio - Séverin-Mars, attore francese († 1921)
- 22 febbraio - Hanns Barth, alpinista, giornalista e scrittore austriaco († 1944)
- 22 febbraio - Jānis Endzelīns, linguista lettone († 1961)
- 23 febbraio - Neil Gibson, calciatore scozzese († 1947)
- 23 febbraio - Liang Qichao, scrittore, giornalista e filosofo cinese († 1929)
- 23 febbraio - Oskar Pfister, pastore protestante e psicoanalista svizzero († 1956)
- 23 febbraio - Édouard Risler, pianista francese († 1929)
- 25 febbraio - Renato Brogi, compositore italiano († 1924)
- 25 febbraio - Enrico Caruso, tenore italiano († 1921)
- 25 febbraio - Ciro Contini, ingegnere italiano († 1952)
- 25 febbraio - Alfred Hickman, attore inglese († 1931)
- 27 febbraio - Giuseppe Bertani, sindacalista e politico italiano († 1919)
- 27 febbraio - Lee Kohlmar, attore e regista tedesco († 1946)
- 28 febbraio - John Allsebrook Simon, politico britannico († 1954)
- 28 febbraio - William McMaster Murdoch, marinaio britannico († 1912)

## Marzo(58)
- 1º marzo - Gaudenzio Manuelli, arcivescovo cattolico italiano († 1941)
- 2 marzo - Inez Haynes Irwin, scrittrice e giornalista statunitense († 1970)
- 2 marzo - Marija Jurić Zagorka, giornalista, scrittrice e attivista croata († 1957)
- 3 marzo - Joseph Lavielle, ginnasta francese († 1936)
- 3 marzo - Paul Menzer, filosofo e pedagogo tedesco († 1960)
- 3 marzo - Frank Wilson, regista cinematografico, attore e cantante britannico († 1952)
- 4 marzo - Francisco Murguía, generale e politico messicano († 1922)
- 5 marzo - Richard Benno Adam, pittore tedesco († 1937)
- 5 marzo - Almidano Artifoni, insegnante italiano († 1950)
- 5 marzo - Cesare Bazzani, architetto e ingegnere italiano († 1939)
- 5 marzo - Olav Bjaaland, combinatista nordico e esploratore norvegese († 1961)
- 5 marzo - Gaetano Orzali, ingegnere e architetto italiano († 1954)
- 6 marzo - Ramiro Ginocchio, militare italiano († 1916)
- 7 marzo - Salvatore Ghinelli, cuoco italiano († 1939)
- 7 marzo - George K. Hollister, direttore della fotografia statunitense († 1952)
- 7 marzo - Madame Sul-Te-Wan, attrice statunitense († 1959)
- 8 marzo - Allard H. Gasque, politico statunitense († 1938)
- 10 marzo - Edouard Van Goethem, missionario e vescovo cattolico belga († 1949)
- 10 marzo - Jakob Wassermann, scrittore, biografo e saggista tedesco († 1934)
- 11 marzo - David Horsley, produttore cinematografico inglese († 1933)
- 11 marzo - Vincenzo Janfolla, avvocato e politico italiano († 1943)
- 12 marzo - Camillo Mandelli, liutaio italiano († 1956)
- 13 marzo - George Forrest, botanico scozzese († 1932)
- 13 marzo - Amédée Gastoué, organista e musicologo francese († 1943)
- 13 marzo - Barbados Joe Walcott, pugile britannico († 1935)
- 13 marzo - Maryla Wolska, poetessa polacca († 1930)
- 14 marzo - Luigi Balbo Bertone di Sambuy, nobile e politico italiano († 1945)
- 14 marzo - Giovanni Jacono, arcivescovo cattolico italiano († 1957)
- 14 marzo - Niccolò Rodolico, storico e scrittore italiano († 1969)
- 15 marzo - Alberto Costa, vescovo cattolico italiano († 1950)
- 15 marzo - Leon Kobrin, drammaturgo e traduttore russo († 1946)
- 16 marzo - Emanuele Filiberto di Villafranca-Soissons, nobile italiano († 1933)
- 17 marzo - J. D. Beresford, scrittore britannico († 1947)
- 17 marzo - Margaret Bondfield, politica britannica († 1953)
- 19 marzo - Cecil Hepworth, produttore cinematografico, regista e attore britannico († 1953)
- 19 marzo - Betty Nansen, attrice, regista e direttrice teatrale danese († 1943)
- 19 marzo - Giuseppe Prato, economista e storico italiano († 1928)
- 19 marzo - Max Reger, compositore, organista e pianista tedesco († 1916)
- 20 marzo - Jules Lebreton, gesuita e storico francese († 1956)
- 21 marzo - Esma Sultan, principessa ottomana († 1899)
- 22 marzo - Ernest Lawson, pittore canadese († 1939)
- 23 marzo - Sahachiro Hata, chimico e immunologo giapponese († 1938)
- 24 marzo - Ettore Casati, giurista e magistrato italiano († 1945)
- 24 marzo - Édouard Claparède, psicologo e pedagogista svizzero († 1940)
- 24 marzo - Charles Clary, attore statunitense († 1931)
- 24 marzo - Giuseppe Marcozzi, vescovo cattolico italiano († 1940)
- 25 marzo - Rudolf Rocker, anarchico, scrittore e sindacalista tedesco († 1958)
- 26 marzo - Hans Lorenz, alpinista e chirurgo austriaco († 1934)
- 26 marzo - Gerald du Maurier, attore e produttore teatrale inglese († 1934)
- 27 marzo - Giannina Russ, soprano italiano († 1951)
- 28 marzo - John Geiger, canottiere statunitense († 1956)
- 28 marzo - Harry Thickett, calciatore inglese († 1920)
- 29 marzo - Tullio Levi-Civita, matematico e fisico italiano († 1941)
- 29 marzo - Billy Quirk, attore statunitense († 1926)
- 29 marzo - Peig Sayers, scrittrice irlandese († 1958)
- 30 marzo - Giuseppe Segre, imprenditore italiano († 1944)
- 30 marzo - Daniele de Strobel, pittore italiano († 1942)
- 31 marzo - Dave Gardner, calciatore scozzese († 1931)

## Aprile(58)
- 1º aprile - Pietro Agosti, ingegnere italiano († 1930)
- 1º aprile - Ion Paulat, marinaio, aviatore e inventore romeno († 1954)
- 1º aprile - Gemma Perchi, operaia e sindacalista italiana († 1957)
- 1º aprile - Sergej Vasil'evič Rachmaninov, compositore, pianista e direttore d'orchestra russo († 1943)
- 1º aprile - Emmanuel de Martonne, geografo francese († 1955)
- 3 aprile - Jan Janský, neurologo e psichiatra ceco († 1921)
- 3 aprile - Julieta Lanteri, politica e medico argentino († 1932)
- 3 aprile - Kristofer Sinding-Larsen, pittore, disegnatore e grafico norvegese († 1948)
- 4 aprile - Élie Faure, storico dell'arte e medico francese († 1937)
- 4 aprile - Gyula Peidl, sindacalista e politico ungherese († 1943)
- 5 aprile - Joseph Rheden, astronomo austriaco († 1946)
- 6 aprile - Dante Broglio, incisore e pittore italiano († 1954)
- 7 aprile - John McGraw, giocatore di baseball e allenatore di baseball statunitense († 1934)
- 7 aprile - Pietro Tomasi della Torretta, nobile, diplomatico e politico italiano († 1962)
- 8 aprile - Wilhelm Paulcke, geologo, scialpinista e alpinista tedesco († 1949)
- 9 aprile - Margaret Grosvenor, marchesa di Cambridge, nobildonna inglese († 1929)
- 9 aprile - Gino Piva, sindacalista, politico e giornalista italiano († 1946)
- 10 aprile - Serafino Cerulli Irelli, paleontologo italiano († 1946)
- 10 aprile - Kyösti Kallio, politico finlandese († 1940)
- 10 aprile - Frank Wild, esploratore e navigatore britannico († 1939)
- 11 aprile - Louis Bonnefon Craponne, imprenditore e dirigente pubblico francese († 1952)
- 11 aprile - Ugo Attico Fioretti, funzionario e politico italiano († 1940)
- 13 aprile - Giovanni Daraio, scrittore e presbitero italiano († 1959)
- 13 aprile - John W. Davis, politico statunitense († 1955)
- 14 aprile - Francesco Orestano, filosofo italiano († 1945)
- 14 aprile - Italo Romoli, organaro italiano
- 15 aprile - Juliette Atkinson, tennista statunitense († 1944)
- 15 aprile - Pietro Fedele, storico e politico italiano († 1943)
- 15 aprile - Antonín Švehla, politico cecoslovacco († 1933)
- 16 aprile - Gabrielle Fontan, attrice francese († 1959)
- 16 aprile - Alfred Young, matematico britannico († 1940)
- 17 aprile - Louis-Marie Bossut, militare francese († 1917)
- 18 aprile - Robert Ful'da, allenatore di calcio russo († 1944)
- 18 aprile - Elemír Halász-Hradil, pittore slovacco († 1948)
- 18 aprile - Ernst Reckeweg, ginnasta e multiplista statunitense († 1944)
- 19 aprile - Edward Allen Sydenham, religioso e numismatico britannico († 1948)
- 20 aprile - Olga Blumenthal, germanista italiana († 1945)
- 20 aprile - Gaspero Ciacci, politico italiano († 1944)
- 20 aprile - Wojciech Korfanty, giornalista, politico e attivista polacco († 1939)
- 22 aprile - Ellen Glasgow, scrittrice e poetessa statunitense († 1945)
- 22 aprile - Luigi Lucheni, anarchico italiano († 1910)
- 22 aprile - W. C. Robinson, attore statunitense († 1942)
- 22 aprile - Friedrich Wilhelm von Bissing, egittologo tedesco († 1956)
- 23 aprile - Manlio Garibaldi, militare italiano († 1900)
- 23 aprile - Arnold van Gennep, antropologo francese († 1957)
- 23 aprile - Theodor Körner, militare e politico austriaco († 1957)
- 24 aprile - André Bauchant, pittore francese († 1958)
- 24 aprile - Max Landa, attore e produttore cinematografico austriaco († 1933)
- 25 aprile - Félix Hubert d'Hérelle, medico e batteriologo francese († 1949)
- 25 aprile - Walter de la Mare, poeta e scrittore britannico († 1956)
- 25 aprile - Emilio Norsa, francescano, presbitero e compositore italiano († 1919)
- 26 aprile - Otto zur Linde, scrittore tedesco († 1938)
- 27 aprile - Giovanni Laterza, editore italiano († 1943)
- 27 aprile - William Oakley, calciatore inglese († 1934)
- 27 aprile - Robert Wiene, regista, sceneggiatore e produttore cinematografico tedesco († 1938)
- 29 aprile - Emilio Bozzi, imprenditore italiano († 1936)
- 29 aprile - Francis Harvey, militare britannico († 1916)
- 30 aprile - Romano Righi, ingegnere e imprenditore italiano († 1956)

## Maggio(68)
- 1º maggio - Leonardo Grassi, filosofo e pedagogista italiano († 1961)
- 1º maggio - Willi Rickmer Rickmers, esploratore, naturalista e alpinista tedesco († 1965)
- 1º maggio - Letterio Savoja, ingegnere italiano († 1948)
- 1º maggio - Shi Meiyu, medico cinese († 1954)
- 2 maggio - Jurgis Baltrušaitis, artista, poeta e traduttore lituano († 1944)
- 2 maggio - Federico Tommaso Paolini, marinaio italiano († 1926)
- 2 maggio - William Paxton, pittore canadese († 1965)
- 2 maggio - Salvatore Sini, avvocato e scrittore italiano († 1954)
- 3 maggio - Ciro Angelillis, medico e storico italiano († 1956)
- 3 maggio - Nini Roll Anker, scrittrice norvegese († 1942)
- 3 maggio - Ernesto Aurini, pittore, fotografo e disegnatore italiano († 1947)
- 3 maggio - António Ginestal Machado, politico portoghese († 1940)
- 3 maggio - Arthur Moulton, vescovo anglicano statunitense († 1962)
- 3 maggio - Nikola Uzunović, politico jugoslavo († 1954)
- 3 maggio - Richard von Kühlmann, diplomatico e politico tedesco († 1948)
- 4 maggio - Joseph De Grasse, regista e attore cinematografico canadese († 1940)
- 5 maggio - Leon Czolgosz, anarchico statunitense († 1901)
- 5 maggio - Chuck Rose, tiratore di fune statunitense († 1957)
- 7 maggio - Giovanni Castellano, cuoco e pasticciere italiano († 1952)
- 7 maggio - Tatsukichi Minobe, politico giapponese († 1948)
- 8 maggio - José María Salaverría, giornalista e scrittore spagnolo († 1940)
- 8 maggio - Sazkar Hanım, ottomana († 1945)
- 8 maggio - Nevil Sidgwick, chimico inglese († 1952)
- 10 maggio - Carl Eldh, artista e scultore svedese († 1954)
- 10 maggio - Pietro Magri, religioso e organista italiano († 1937)
- 10 maggio - Peyveste Hanım, ottomana († 1943)
- 10 maggio - Henri Sauvage, architetto e designer francese († 1932)
- 10 maggio - Richard Wilhelm, sinologo, teologo e missionario tedesco († 1930)
- 11 maggio - William Slade, tiratore di fune britannico († 1941)
- 15 maggio - Nikolaj Nikolaevič Čerepnin, compositore, pianista e direttore d'orchestra russo († 1945)
- 15 maggio - Arturo Maroni, matematico italiano († 1966)
- 15 maggio - Pavlo Petrovyč Skoropads'kyj, nobile e militare ucraino († 1945)
- 16 maggio - Agostino Mattoli II, politico italiano († 1929)
- 17 maggio - Henri Barbusse, scrittore e giornalista francese († 1935)
- 17 maggio - Nikolaj Ėrnestovič Bauman, rivoluzionario russo († 1905)
- 17 maggio - Dorothy Richardson, scrittrice inglese († 1957)
- 17 maggio - Frederick Hanley Seares, astronomo statunitense († 1964)
- 18 maggio - Gordon Howard, V conte di Effingham, nobile britannico († 1946)
- 18 maggio - Frederick Merriman, tiratore di fune britannico († 1940)
- 19 maggio - Costantino Stella, presbitero italiano († 1919)
- 21 maggio - Hans Berger, medico tedesco († 1941)
- 21 maggio - George Brudenell-Bruce, VI marchese di Ailesbury, ufficiale inglese († 1961)
- 21 maggio - Pasquale Coppa-Zuccari, giurista italiano († 1927)
- 21 maggio - Emil Ermatinger, filologo tedesco († 1953)
- 21 maggio - Johannes Gandil, velocista e calciatore danese († 1956)
- 21 maggio - Batilde di Schaumburg-Lippe, principessa tedesca († 1962)
- 23 maggio - Leo Baeck, rabbino, filosofo e educatore tedesco († 1956)
- 23 maggio - Augusto Gallina, generale e aviatore italiano († 1947)
- 24 maggio - Giuseppe Cantù, militare e politico italiano († 1940)
- 24 maggio - Giovanni Ciraolo, avvocato, giornalista e politico italiano († 1954)
- 25 maggio - Michele Besso, ingegnere svizzero († 1955)
- 25 maggio - Max Hegele, architetto austriaco († 1945)
- 25 maggio - Augusto Jandolo, antiquario, poeta e scrittore italiano († 1952)
- 26 maggio - Olaf Gulbransson, artista, pittore e designer norvegese († 1958)
- 26 maggio - Arthur Robert Hinks, astronomo e geografo britannico († 1945)
- 26 maggio - Cino Vitta, giurista italiano († 1956)
- 27 maggio - Jack Abeillé, illustratore e incisore francese († 1939)
- 27 maggio - Luigi Solari, ingegnere italiano († 1957)
- 28 maggio - Álvaro Alcalá Galiano y Vildósola, pittore e decoratore spagnolo († 1936)
- 28 maggio - Charles Avery, attore e regista statunitense († 1926)
- 28 maggio - Ol'ga Dmitrievna Forš, scrittrice sovietica († 1961)
- 29 maggio - Emelina Maria Antonieta da Cunha, medico indiana († 1972)
- 29 maggio - Rudolf Tobias, compositore estone († 1918)
- 30 maggio - Mary McKinney, supercentenaria statunitense († 1987)
- 30 maggio - Oluf Olsson, ginnasta danese († 1947)
- 30 maggio - Stephen Reid, pittore e illustratore britannico († 1948)
- 30 maggio - Salvador Valeri, architetto spagnolo († 1954)
- 31 maggio - Luigi Gasparotto, politico e avvocato italiano († 1954)

## Giugno(55)
- 1º giugno - Franziska Gad, fotografa e regista danese († 1921)
- 2 giugno - George Child-Villiers, VIII conte di Jersey, nobile e politico britannico († 1923)
- 2 giugno - Luigi Falchi, scrittore, poeta e giornalista italiano († 1940)
- 2 giugno - George MacQuarrie, attore statunitense († 1951)
- 2 giugno - Giovanni Merloni, politico, giornalista e antifascista italiano († 1936)
- 2 giugno - Anna Eliza Williams, supercentenaria britannica († 1987)
- 3 giugno - Leonid Leonidov, attore e regista russo († 1941)
- 3 giugno - Otto Loewi, farmacologo tedesco († 1961)
- 3 giugno - Gideon van Zyl, politico sudafricano († 1956)
- 4 giugno - Harry Harvey, regista e attore statunitense († 1929)
- 5 giugno - Louis Borgex, pittore e incisore francese († 1959)
- 5 giugno - Alberto Pepere, fisiologo, patologo e oncologo italiano († 1940)
- 5 giugno - Luigi Versiglia, vescovo cattolico italiano († 1930)
- 6 giugno - Annibale Gilardoni, politico italiano († 1948)
- 7 giugno - Ernesto Burzagli, ammiraglio italiano († 1944)
- 7 giugno - Landon Ronald, direttore d'orchestra, compositore e pianista inglese († 1938)
- 8 giugno - Azorín, romanziere, saggista e critico letterario spagnolo († 1967)
- 10 giugno - Francis Hirst, economista e sociologo britannico († 1953)
- 10 giugno - Vera Lewis, attrice statunitense († 1956)
- 12 giugno - Pasquale Binazzi, pubblicista e anarchico italiano († 1944)
- 12 giugno - Margaret Damer Dawson, poliziotta britannica († 1920)
- 12 giugno - Jacques Pellegrin, zoologo francese († 1944)
- 13 giugno - Jean Adair, attrice canadese († 1953)
- 13 giugno - Enrico di Borbone-Parma, nobile italiano († 1939)
- 13 giugno - Antun Gustav Matoš, scrittore e giornalista croato († 1914)
- 13 giugno - Narciso Pasta, pistard italiano († 1944)
- 13 giugno - Karin Swanström, attrice e regista svedese († 1942)
- 14 giugno - Vilhelm Grønbech, storico delle religioni danese († 1948)
- 15 giugno - Max Friedrich Meyer, psicologo tedesco († 1967)
- 16 giugno - Ottoline Morrell, nobildonna britannica († 1938)
- 16 giugno - Alberto Felice Marenghi-Marenco, generale, aviatore e militare italiano († 1940)
- 16 giugno - Karl von Müller, militare tedesco († 1923)
- 16 giugno - Antonina Vasil'evna Neždanova, soprano russo († 1950)
- 16 giugno - Amalia Pellegrini, attrice italiana († 1958)
- 16 giugno - Elisa Salerno, giornalista e scrittrice italiana († 1957)
- 18 giugno - Eduardo Chicharro y Agüera, pittore spagnolo († 1949)
- 19 giugno - Friedrich Huch, scrittore tedesco († 1913)
- 20 giugno - Cissy Fitzgerald, attrice britannica († 1941)
- 20 giugno - Alfred Loewy, matematico tedesco († 1935)
- 20 giugno - Andrew Neu, ginnasta e multiplista statunitense († 1959)
- 21 giugno - Axel Kristensen, tiratore a segno danese († 1952)
- 22 giugno - Teofilius Matulionis, arcivescovo cattolico lituano († 1962)
- 22 giugno - Filippo Silvestri, entomologo italiano († 1949)
- 23 giugno - Auguste Jean Baptiste Chevalier, botanico francese († 1956)
- 24 giugno - Juan Corzo, scacchista spagnolo († 1941)
- 24 giugno - Will Louis, regista, attore e sceneggiatore statunitense († 1959)
- 24 giugno - Hugo Simberg, pittore, grafico e scultore finlandese († 1917)
- 25 giugno - Francesco Alesi, pittore italiano
- 27 giugno - Lázaro Chacón González, politico e generale guatemalteco († 1931)
- 28 giugno - Alexis Carrel, chirurgo e biologo francese († 1944)
- 28 giugno - Daisy Cornwallis-West, socialite britannica († 1943)
- 29 giugno - Leo Frobenius, etnologo e africanista tedesco († 1938)
- 29 giugno - Bernardo Ramelli, architetto svizzero († 1930)
- 30 giugno - Giovanni Carano Donvito, economista italiano († 1949)
- 30 giugno - Emilio Teglio, matematico italiano († 1940)

## Luglio(58)
- 1º luglio - Alice Guy, regista e produttrice cinematografica francese († 1968)
- 1º luglio - Nino Sacerdoti, ingegnere italiano († 1954)
- 1º luglio - Attilio Verdirosi, militare italiano († 1918)
- 2 luglio - Nella Giacomelli, anarchica e giornalista italiana († 1949)
- 3 luglio - Robert Hawthorn Kitson, pittore inglese († 1947)
- 4 luglio - Paolito Somazzi, architetto svizzero († 1914)
- 5 luglio - Guido Costante Sullam, ingegnere e architetto italiano († 1949)
- 5 luglio - Sunao Tawara, medico giapponese († 1952)
- 6 luglio - Robert Bayley Osgood, chirurgo statunitense († 1956)
- 6 luglio - Ernesto Bertarelli, igienista, editore e divulgatore scientifico italiano († 1957)
- 6 luglio - Dimitrios Maximos, politico greco († 1955)
- 6 luglio - William Hobson Mills, chimico britannico († 1959)
- 7 luglio - Alexandre-Paul-Marie Chabanon, vescovo cattolico e missionario francese († 1936)
- 7 luglio - Rodolfo Falvo, musicista italiano († 1937)
- 7 luglio - Sándor Ferenczi, psicoanalista e psichiatra ungherese († 1933)
- 7 luglio - Edward Alphonso Goldman, zoologo statunitense († 1946)
- 7 luglio - Halvdan Koht, storico e politico norvegese († 1965)
- 7 luglio - Giovanni Vianello, pittore e decoratore italiano († 1926)
- 8 luglio - John Alcindor, medico e attivista trinidadiano († 1924)
- 8 luglio - Frank Farrington, attore statunitense († 1924)
- 8 luglio - Carl Vaugoin, politico austriaco († 1949)
- 9 luglio - Frederick Agnew Gill, giocatore di polo britannico († 1938)
- 10 luglio - Francesco Briganti, bibliotecario e storico italiano († 1961)
- 10 luglio - Edmund Dene Morel, giornalista, scrittore e politico britannico († 1924)
- 10 luglio - Théodore Simon, psicologo francese († 1961)
- 12 luglio - Mariano Cittadini, politico italiano († 1939)
- 12 luglio - Oscar von Sydow, politico svedese († 1936)
- 13 luglio - Vito Mercadante, sindacalista e poeta italiano († 1936)
- 14 luglio - Luigi Bauch, poeta italiano († 1945)
- 14 luglio - Ludwig Meyländer genannt Rogalla von Bieberstein, militare tedesco († 1940)
- 16 luglio - Jørgen Lund, attore, scenografo e regista danese († 1941)
- 17 luglio - Many Benner, pittore e museologo francese († 1965)
- 17 luglio - Giuseppe Gennaioli, presbitero e poeta italiano († 1946)
- 17 luglio - Rosa Sensat, docente e pedagogista spagnola († 1961)
- 18 luglio - Simon Harbaugh, golfista statunitense († 1960)
- 19 luglio - William Tritschler, ginnasta e multiplista statunitense († 1939)
- 20 luglio - Giuseppe Colarieti Tosti, pittore, scultore e ceramista italiano († 1949)
- 20 luglio - Witold Maliszewski, compositore e docente polacco († 1939)
- 20 luglio - Alberto Santos-Dumont, pioniere dell'aviazione brasiliano († 1932)
- 20 luglio - Nicola Siles, politico italiano († 1952)
- 21 luglio - Charles Schlee, pistard statunitense († 1947)
- 21 luglio - Herbert Witherspoon, basso e impresario teatrale statunitense († 1935)
- 22 luglio - Ettore Pozzoli, pianista e compositore italiano († 1957)
- 23 luglio - Marie Janson, politica belga († 1960)
- 25 luglio - Masaharu Anesaki, scrittore giapponese († 1949)
- 25 luglio - Henri Meunier, pittore, incisore e illustratore belga († 1922)
- 25 luglio - Gus Rodenberg, tiratore di fune statunitense († 1933)
- 26 luglio - Alfred Brüggemann, compositore, giornalista e traduttore tedesco († 1944)
- 26 luglio - Ottorino Carletti, militare, funzionario e politico italiano († 1941)
- 26 luglio - George Willis Kirkaldy, entomologo inglese († 1910)
- 28 luglio - Louisa Garrett Anderson, medico e chirurgo britannica († 1943)
- 28 luglio - Hugo Reichenberger, direttore d'orchestra e compositore tedesco († 1938)
- 29 luglio - Albin Michel, editore francese († 1943)
- 29 luglio - Vittorio Peglion, agronomo e politico italiano († 1967)
- 29 luglio - Heitor da Silva Costa, ingegnere brasiliano († 1947)
- 30 luglio - Alfredo Campanini, architetto e imprenditore italiano († 1926)
- 31 luglio - Domingos Oliveira, generale e politico portoghese († 1957)
- 31 luglio - Vojtěch Preissig, pittore cecoslovacco († 1944)

## Agosto(61)
- 1º agosto - Tom Alexander, calciatore nordirlandese († 1939)
- 1º agosto - Guelfo Civinini, scrittore, poeta e giornalista italiano († 1954)
- 1º agosto - François Delibes, schermidore francese
- 1º agosto - Ernest Ebbage, tiratore di fune britannico († 1943)
- 1º agosto - Syd King, calciatore e allenatore di calcio inglese († 1933)
- 1º agosto - Giulio Mongeri, architetto italiano († 1951)
- 3 agosto - Carlo Citerni, generale e esploratore italiano († 1918)
- 4 agosto - Dámaso Berenguer, generale e politico spagnolo († 1953)
- 4 agosto - Carlo Del Greco, marinaio e militare italiano († 1915)
- 4 agosto - Henning Grenander, pattinatore artistico su ghiaccio svedese († 1958)
- 4 agosto - Joseph Paul-Boncour, politico francese († 1972)
- 4 agosto - Hans Pfann, alpinista, ingegnere e scrittore tedesco († 1958)
- 5 agosto - Silvio Gai, economista, dirigente d'azienda e politico italiano († 1967)
- 6 agosto - Frederic Dorr Steele, illustratore statunitense († 1944)
- 6 agosto - Otto von Feldmann, militare e politico tedesco († 1945)
- 7 agosto - Mansueto Gaudio, basso italiano († 1941)
- 7 agosto - Valentino Soldani, drammaturgo, giornalista e sceneggiatore italiano († 1935)
- 10 agosto - Federico Frigerio, architetto italiano († 1959)
- 10 agosto - Conrad Magnusson, tiratore di fune statunitense († 1924)
- 11 agosto - Rudolf Breithaupt, pianista e musicologo tedesco († 1945)
- 11 agosto - J. Rosamond Johnson, compositore e cantante statunitense († 1954)
- 11 agosto - Bertram Mills, imprenditore britannico († 1938)
- 11 agosto - Henry Alfred Perrier de la Bâthie, botanico francese († 1958)
- 11 agosto - Tommaso Tonello, politico e antifascista italiano († 1965)
- 12 agosto - Arnaldo Dello Sbarba, politico e avvocato italiano († 1958)
- 12 agosto - Tom Reece, giocatore di snooker gallese († 1953)
- 13 agosto - Friedrich August Georg Bitter, botanico tedesco († 1927)
- 13 agosto - Józef Haller, generale, filantropo e politico polacco († 1960)
- 13 agosto - Christian Georgievič Rakovskij, rivoluzionario sovietico († 1941)
- 14 agosto - Madeleine Fournier-Sarlovèze, golfista francese († 1962)
- 14 agosto - Alexander Souter, biblista, latinista e grecista britannico († 1949)
- 14 agosto - Constance Titus, canottiere statunitense († 1967)
- 15 agosto - Erle Cox, giornalista e scrittore di fantascienza australiano († 1950)
- 16 agosto - Otto Meister, ingegnere svizzero († 1937)
- 17 agosto - John Sampson, ginecologo statunitense († 1946)
- 18 agosto - Otto Harbach, librettista e paroliere statunitense († 1963)
- 18 agosto - Leo Slezak, tenore ceco († 1946)
- 19 agosto - Fred Stone, attore statunitense († 1959)
- 20 agosto - Raffaele Lombardi Satriani, etnologo italiano († 1966)
- 20 agosto - Eliel Saarinen, architetto finlandese († 1950)
- 20 agosto - Luigi Martino Spolverini, pediatra e politico italiano († 1965)
- 20 agosto - Milton Whitehurst, lottatore statunitense († 1953)
- 21 agosto - Harry T. Morey, attore e regista statunitense († 1936)
- 22 agosto - Aleksandr Aleksandrovič Bogdanov, politico, filosofo e economista russo († 1928)
- 22 agosto - Antonio Savasta, compositore italiano († 1959)
- 23 agosto - Joseph Capgras, psichiatra francese († 1950)
- 23 agosto - Lino Vaccari, botanico italiano († 1951)
- 24 agosto - Frances Macdonald, pittrice britannica († 1921)
- 24 agosto - Albertina Palau, traduttrice e scrittrice italiana († 1960)
- 25 agosto - Blanche Bates, attrice statunitense († 1941)
- 25 agosto - Giuseppe Bruni, chimico e politico italiano († 1946)
- 25 agosto - Lucia Sturdza-Bulandra, attrice e docente romena († 1961)
- 26 agosto - Lee De Forest, scienziato, inventore e regista statunitense († 1961)
- 26 agosto - Şehzade Mehmed Ziyaeddin, principe ottomano († 1938)
- 27 agosto - Maud Allan, danzatrice, pianista e attrice canadese († 1956)
- 27 agosto - Arnaldo Gardella, ingegnere e designer italiano († 1928)
- 27 agosto - Jurij Michajlovič Steklov, rivoluzionario, storico e giornalista russo († 1941)
- 29 agosto - María Goyri, filologa e critica letteraria spagnola († 1954)
- 30 agosto - Cesidio da Fossa, presbitero italiano († 1900)
- 31 agosto - Antonio Boggiano Pico, politico e giurista italiano († 1965)
- 31 agosto - Robert Schable, attore statunitense († 1947)

## Settembre(65)
- 1º settembre - Joseph Calmette, storico francese († 1952)
- 1º settembre - Ivan Kljun, pittore, scultore e filosofo russo († 1943)
- 1º settembre - Ida Nomi, allenatrice di pallacanestro italiana († 1940)
- 1º settembre - Guy Standing, attore inglese († 1937)
- 3 settembre - Charles Allan Gilbert, pittore statunitense († 1929)
- 4 settembre - Achille Calzi, pittore e ceramista italiano († 1919)
- 4 settembre - Henri Helle, arciere francese († 1901)
- 5 settembre - Luigi Selvatico, pittore italiano († 1938)
- 6 settembre - Manfredi Porena, filologo italiano († 1955)
- 6 settembre - Elisabetta di Waldeck e Pyrmont, nobildonna († 1961)
- 7 settembre - Carl Lotus Becker, storico statunitense († 1945)
- 7 settembre - Giulio Buonamici, etruscologo e filologo italiano († 1946)
- 8 settembre - Sante Caserio, anarchico italiano († 1894)
- 8 settembre - Alfred Jarry, drammaturgo, scrittore e poeta francese († 1907)
- 8 settembre - Gaetano Salvemini, storico, politico e antifascista italiano († 1957)
- 9 settembre - Marcel Boulenger, schermidore francese († 1932)
- 9 settembre - Ernesto Ceirano, imprenditore italiano († 1953)
- 9 settembre - Theodor Kroyer, docente e musicologo tedesco († 1945)
- 9 settembre - Max Reinhardt, regista teatrale e attore teatrale austriaco († 1943)
- 9 settembre - Henry Weyland, ginnasta e multiplista statunitense († 1950)
- 10 settembre - Michel Giacobini, astronomo francese († 1938)
- 11 settembre - Giuseppe Bugatto, politico austro-ungarico († 1948)
- 11 settembre - Rudolf Kassner, scrittore austriaco († 1959)
- 11 settembre - Hanna Resvoll-Holmsen, botanica e educatrice norvegese († 1943)
- 11 settembre - Nicolaas Jacobus de Wet, politico sudafricano († 1960)
- 12 settembre - Gertrud Bäumer, politica e scrittrice tedesca († 1954)
- 12 settembre - Hubert Menten, calciatore e bobbista olandese († 1964)
- 12 settembre - Guglielmo Miliocchi, politico italiano († 1958)
- 13 settembre - Henri Berssenbrugge, fotografo olandese († 1959)
- 13 settembre - Constantin Carathéodory, matematico greco († 1950)
- 14 settembre - Will Irwin, giornalista e scrittore statunitense († 1948)
- 14 settembre - Miriam Nesbitt, attrice statunitense († 1954)
- 15 settembre - Vladimir Gedroic, politico e diplomatico russo († 1941)
- 15 settembre - Ferruccio Scattola, pittore italiano († 1950)
- 15 settembre - Umed Singh II, principe indiano († 1940)
- 15 settembre - Otto Wels, politico tedesco († 1939)
- 17 settembre - Ibrahim di Johor, sovrano malese († 1959)
- 17 settembre - Cécile Sorel, attrice francese († 1966)
- 18 settembre - Henri Amand, rugbista a 15, arbitro di rugby a 15 e dirigente sportivo francese († 1967)
- 18 settembre - Willard Mack, sceneggiatore, attore e commediografo canadese († 1934)
- 18 settembre - Eugenia Rasponi, nobildonna, imprenditrice e attivista italiana († 1958)
- 18 settembre - Francesco Sofia Alessio, poeta italiano († 1943)
- 19 settembre - Elena Bianchini Cappelli, cantante italiana († 1919)
- 19 settembre - Rudolf Charousek, scacchista ungherese († 1900)
- 20 settembre - Enrico Fruch, poeta italiano († 1932)
- 20 settembre - Ferenc Szisz, pilota automobilistico ungherese († 1944)
- 20 settembre - Robert Wrenn, tennista statunitense († 1925)
- 20 settembre - Lulu von Strauß und Torney, scrittrice tedesca († 1956)
- 21 settembre - Papa Jack Laine, musicista e batterista statunitense († 1966)
- 21 settembre - Ram Singh di Bharatpur, indiano († 1929)
- 22 settembre - Matteo Giulio Bartoli, linguista e glottologo italiano († 1946)
- 22 settembre - Heinrich von Opel, imprenditore tedesco († 1928)
- 23 settembre - Giuseppe Raga, poeta italiano († 1957)
- 24 settembre - Charles Ruch, vescovo cattolico e teologo francese († 1945)
- 24 settembre - Paul Rémond, arcivescovo cattolico francese († 1963)
- 25 settembre - Francis Burchell, crickettista britannico († 1947)
- 26 settembre - Antonio D'Ormea, psichiatra italiano († 1952)
- 26 settembre - Thérèse Peltier, scultrice e aviatrice francese († 1926)
- 26 settembre - Amilcare Zanella, compositore, pianista e direttore d'orchestra italiano († 1949)
- 27 settembre - Ernle Chatfield, ammiraglio britannico († 1967)
- 27 settembre - Annie Esmond, attrice britannica († 1945)
- 27 settembre - Giacomo Sutter, imprenditore svizzero († 1939)
- 27 settembre - Adolfo Viterbi, matematico e geodeta italiano († 1917)
- 28 settembre - Aage Bertelsen, pittore danese († 1945)
- 30 settembre - Harry Reginald Hall, egittologo e archeologo inglese († 1930)

## Ottobre(75)
- 1º ottobre - Carlo Dani, ciclista su strada, pistard e tenore italiano († 1944)
- 1º ottobre - Max Graf, scrittore, insegnante e critico musicale austriaco († 1958)
- 1º ottobre - Émile Jeanbrau, medico francese († 1950)
- 1º ottobre - Georges Rötig, pittore francese († 1961)
- 3 ottobre - Lodovico Barassi, giurista italiano († 1961)
- 3 ottobre - Ivan Sergeevič Šmelëv, scrittore russo († 1950)
- 3 ottobre - Tsuda Sōkichi, storico e docente giapponese († 1961)
- 4 ottobre - Eugenio Medea, medico e psichiatra italiano († 1967)
- 5 ottobre - Otto Falckenberg, regista, manager e drammaturgo tedesco († 1947)
- 5 ottobre - Merritt Lyndon Fernald, botanico statunitense († 1950)
- 5 ottobre - Sebastiano Gallina, generale italiano († 1945)
- 5 ottobre - Lucien Mérignac, schermidore francese († 1941)
- 5 ottobre - Giacomo Tauro, pedagogista italiano († 1951)
- 6 ottobre - Orlando Bridgeman, V conte di Bradford, politico britannico († 1957)
- 6 ottobre - Giovanni Porzio, politico e avvocato italiano († 1962)
- 6 ottobre - Oscar Sonneck, editore e musicologo statunitense († 1928)
- 7 ottobre - George Cram Cook, produttore teatrale, regista teatrale e scrittore statunitense († 1924)
- 7 ottobre - Edgar Davis, golfista statunitense († 1927)
- 7 ottobre - Angelo Treves, traduttore italiano († 1937)
- 7 ottobre - Otto zu Windisch-Graetz, ufficiale austriaco († 1952)
- 7 ottobre - Harry Forbes Witherby, ornitologo e scrittore britannico († 1943)
- 8 ottobre - Giovanni Calabria, presbitero italiano († 1954)
- 8 ottobre - Giovanni Da Montelatico, ciclista su strada italiano
- 8 ottobre - Ejnar Hertzsprung, astronomo e chimico danese († 1967)
- 8 ottobre - Aleksej Viktorovič Ščusev, architetto russo († 1949)
- 9 ottobre - Carl Flesch, violinista ungherese († 1944)
- 9 ottobre - Karl Schwarzschild, matematico, astronomo e astrofisico tedesco († 1916)
- 10 ottobre - Venceslao Borzani, architetto italiano († 1926)
- 10 ottobre - Florence Knapp, supercentenaria statunitense († 1988)
- 10 ottobre - George Cabot Lodge, poeta statunitense († 1909)
- 10 ottobre - Adolfo Federico di Meclemburgo-Schwerin, nobile († 1969)
- 10 ottobre - Arthur Oncken Lovejoy, filosofo statunitense († 1962)
- 10 ottobre - Giovanni Torlonia, nobile e politico italiano († 1938)
- 11 ottobre - Nadežda Petrović, pittrice serba († 1915)
- 12 ottobre - Federico Tedeschini, cardinale e arcivescovo cattolico italiano († 1959)
- 13 ottobre - Omero Franceschi, politico italiano († 1955)
- 13 ottobre - Georgios Kafantaris, politico greco († 1946)
- 13 ottobre - Frans Schraven, vescovo cattolico olandese († 1937)
- 14 ottobre - Ray Ewry, altista, lunghista e triplista statunitense († 1937)
- 14 ottobre - Fernand Gregh, poeta francese († 1960)
- 14 ottobre - Jules Rimet, dirigente sportivo francese († 1956)
- 14 ottobre - Carlo Adolfo Schlatter, pittore e incisore svizzero († 1958)
- 14 ottobre - José Serrano Simeón, pianista, compositore e musicologo spagnolo († 1941)
- 15 ottobre - Andrea Corrado, armatore italiano († 1963)
- 15 ottobre - Elena Dmitrievna Stasova, politica e rivoluzionaria russa († 1966)
- 16 ottobre - Lev Aleksandrovič Čugaev, chimico russo († 1922)
- 16 ottobre - Einar Liberg, tiratore a segno norvegese († 1955)
- 17 ottobre - Aage Hertel, attore danese († 1944)
- 17 ottobre - William Luther Hill, politico statunitense († 1951)
- 17 ottobre - Alfred Polgar, scrittore austriaco († 1955)
- 18 ottobre - Ivanoe Bonomi, avvocato, giornalista e politico italiano († 1951)
- 18 ottobre - Luigi Maria Olivares, vescovo cattolico italiano († 1943)
- 18 ottobre - Edmondo Puecher, avvocato e politico italiano († 1954)
- 19 ottobre - Giorgio Anselmi, funzionario e politico italiano († 1961)
- 19 ottobre - Jaap Eden, pattinatore di velocità su ghiaccio e pistard olandese († 1925)
- 19 ottobre - Baldomer Gili Roig, pittore, disegnatore e fotografo spagnolo († 1926)
- 20 ottobre - Nellie McClung, politica, scrittrice e attivista canadese († 1951)
- 21 ottobre - Lazzaro Donati, banchiere italiano († 1918)
- 21 ottobre - Wilhelm Schubart, storico e papirologo tedesco († 1960)
- 23 ottobre - William David Coolidge, fisico, ingegnere e inventore statunitense († 1975)
- 23 ottobre - Guido Viale, politico italiano († 1952)
- 24 ottobre - Edmund Taylor Whittaker, matematico britannico († 1956)
- 25 ottobre - Dante De Blasi, immunologo, batteriologo e igienista italiano († 1956)
- 25 ottobre - Jules Pierre van Biesbroeck, pittore e scultore belga († 1965)
- 25 ottobre - John Willys, imprenditore statunitense († 1935)
- 26 ottobre - Nikolaj Andreevič Andreev, scultore e designer russo († 1932)
- 26 ottobre - Thorvald Stauning, politico danese († 1942)
- 26 ottobre - Ernesto Umberto Testa Fochi, militare italiano († 1917)
- 28 ottobre - Frank Becton, calciatore inglese († 1909)
- 28 ottobre - Jacques Nivière, tiratore a volo francese († 1958)
- 28 ottobre - George Campbell Peery, politico statunitense († 1952)
- 29 ottobre - Lionello Hierschel de Minerbi, calciatore, tennista e politico italiano († 1937)
- 30 ottobre - Francisco Madero, politico, imprenditore e generale messicano († 1913)
- 31 ottobre - Amy Archer-Gilligan, serial killer statunitense († 1962)
- 31 ottobre - David Randall-MacIver, archeologo e egittologo inglese († 1945)

## Novembre(66)
- 1º novembre - Charles Quef, organista e compositore francese († 1931)
- 1º novembre - Frida Richard, attrice austriaca († 1946)
- 2 novembre - Carmela Ayr Chiari, poetessa e scrittrice italiana († 1958)
- 2 novembre - Aurora Pavlovna Demidova, nobildonna russa († 1904)
- 2 novembre - Céline Laguarde, fotografa francese († 1961)
- 3 novembre - Tom Coe, pallanuotista britannico († 1942)
- 3 novembre - Margarita Morozova, mecenate russa († 1958)
- 3 novembre - Gemma de Gresti, filantropa italiana († 1928)
- 4 novembre - Kyōka Izumi, scrittore e drammaturgo giapponese († 1939)
- 4 novembre - Carlos Mendieta, politico cubano († 1960)
- 4 novembre - George Edward Moore, filosofo britannico († 1958)
- 4 novembre - Jørgen Møller, scacchista e compositore di scacchi danese († 1944)
- 5 novembre - Teddy Flack, mezzofondista, maratoneta e tennista australiano († 1935)
- 5 novembre - Gaetano Zinetti, direttore d'orchestra italiano († 1911)
- 7 novembre - Leone Ciprelli, poeta, editore e drammaturgo italiano († 1953)
- 7 novembre - Salvatore D'Aquila, mafioso italiano († 1928)
- 7 novembre - Ol'ga Aleksandrovna Jur'evskaja, russa († 1925)
- 7 novembre - Frederick Ranalow, baritono irlandese († 1953)
- 8 novembre - Aurelio Bacciarini, vescovo cattolico svizzero († 1935)
- 8 novembre - Louise Kirkby Lunn, contralto inglese († 1930)
- 8 novembre - Urbano Salvolini, medico italiano († 1951)
- 8 novembre - Pierre d'Hugues, schermidore francese († 1961)
- 9 novembre - Alessandro Bocconi, avvocato e politico italiano († 1960)
- 9 novembre - Tadeusz Miciński, scrittore, poeta e drammaturgo polacco († 1918)
- 9 novembre - Fritz Thyssen, imprenditore tedesco († 1951)
- 10 novembre - Henri Rabaud, direttore d'orchestra e compositore francese († 1949)
- 11 novembre - W. C. Handy, compositore, cantante e musicista statunitense († 1958)
- 11 novembre - William Pepperell Montague, filosofo statunitense († 1953)
- 11 novembre - Charles Penrose, attore e comico inglese († 1952)
- 11 novembre - Jukums Vācietis, generale lettone († 1938)
- 13 novembre - Oliver Onions, scrittore britannico († 1961)
- 13 novembre - Luigi Orsini, poeta, scrittore e librettista italiano († 1954)
- 15 novembre - Sara Josephine Baker, medico statunitense († 1945)
- 15 novembre - Carlos María Javier de la Torre, cardinale e arcivescovo cattolico ecuadoriano († 1968)
- 17 novembre - Grigorij Mihajlovič Bobrovskij, pittore sovietico († 1942)
- 17 novembre - Charles Wellesley, attore irlandese († 1946)
- 18 novembre - James Jones, calciatore britannico († 1955)
- 18 novembre - Carlo Respighi, presbitero italiano († 1947)
- 18 novembre - Alice Schanzer, poetessa, traduttrice e critica letteraria austriaca († 1936)
- 18 novembre - Francisco Villota, giocatore di palla basca spagnolo († 1950)
- 19 novembre - Pico Deodato Cavalieri, militare e aviatore italiano († 1917)
- 19 novembre - Adrien Fauchier-Magnan, tennista francese († 1965)
- 19 novembre - Harry Solter, regista e attore statunitense († 1920)
- 19 novembre - Charles Albert Williams, allenatore di calcio e calciatore inglese († 1952)
- 20 novembre - Ramón S. Castillo, politico argentino († 1944)
- 20 novembre - Georges Caussade, pedagogo e compositore francese († 1936)
- 20 novembre - Daniel Gregory Mason, compositore e critico musicale statunitense († 1953)
- 21 novembre - Pierre Payssé, ginnasta francese († 1938)
- 22 novembre - Leo Amery, giornalista e politico britannico († 1955)
- 22 novembre - Alfred Bowerman, crickettista britannico († 1947)
- 24 novembre - Joseph Keirn Brennan, compositore statunitense († 1948)
- 24 novembre - Gyokudō Kawai, pittore giapponese († 1957)
- 24 novembre - Julij Martov, politico e giornalista russo († 1923)
- 24 novembre - Paolo Medolaghi, matematico e politico italiano († 1950)
- 24 novembre - Herbert Barrett, tennista britannico († 1943)
- 24 novembre - John St. Polis, attore statunitense († 1946)
- 24 novembre - Alberto Theodoli di Sambuci, ingegnere, dirigente d'azienda e politico italiano († 1955)
- 25 novembre - Pierre Lacau, egittologo e filologo francese († 1963)
- 25 novembre - Giovanni Perez, medico e politico italiano († 1959)
- 26 novembre - Zaharina Dimitrova, medico bulgaro († 1940)
- 26 novembre - Charles Valadier, dentista francese († 1931)
- 27 novembre - Agostino Borio, matematico italiano († 1962)
- 27 novembre - Francesco Ferranti, pittore italiano († 1951)
- 28 novembre - Louis Ginzberg, rabbino, filosofo e educatore lituano († 1953)
- 30 novembre - William Boyle, ammiraglio britannico († 1967)
- 30 novembre - Božena Benešová, scrittrice, poetessa e drammaturga ceca († 1936)

## Dicembre(48)
- 1º dicembre - Viktor Michajlovič Černov, rivoluzionario e politico russo († 1952)
- 1º dicembre - Alexis Mérodack-Jeanneau, pittore francese († 1919)
- 1º dicembre - Charles Ruijs de Beerenbrouck, politico olandese († 1936)
- 2 dicembre - Luigi Arborio Mella di Sant'Elia, nobile e politico italiano († 1955)
- 2 dicembre - Galileo Chini, pittore, decoratore e grafico italiano († 1956)
- 2 dicembre - Henri Delacroix, psicologo e filosofo francese († 1937)
- 2 dicembre - Eduardo Schaerer, imprenditore e politico paraguaiano († 1941)
- 3 dicembre - Alberto Conti, matematico italiano († 1940)
- 4 dicembre - Pelegrín Franganillo Balboa, aracnologo, naturalista e religioso spagnolo († 1955)
- 6 dicembre - Percy Francis Blake, scacchista e compositore di scacchi britannico († 1936)
- 6 dicembre - Hans Larwin, pittore austriaco († 1938)
- 7 dicembre - Willa Cather, scrittrice statunitense († 1947)
- 7 dicembre - Aldo Oviglio, politico italiano († 1942)
- 7 dicembre - Giovanni Sabini, magistrato e politico italiano († 1949)
- 8 dicembre - Albert Howard, botanico britannico († 1947)
- 8 dicembre - Alberto Pollera, militare e antropologo italiano († 1939)
- 9 dicembre - Carlo Zangarini, poeta, librettista e regista italiano († 1943)
- 11 dicembre - Rosario DeSimone, mafioso italiano († 1946)
- 11 dicembre - Cesare Dobici, compositore e musicista italiano († 1944)
- 11 dicembre - Matvej Konstantinovič Muranov, rivoluzionario e politico sovietico († 1959)
- 11 dicembre - Josip Plemelj, matematico sloveno († 1967)
- 13 dicembre - George Beban, attore, sceneggiatore e regista statunitense († 1928)
- 13 dicembre - Valerij Jakovlevič Brjusov, poeta russo († 1924)
- 13 dicembre - Augusta Curiel, fotografa surinamese († 1937)
- 13 dicembre - Alceste Della Seta, politico, avvocato e giornalista italiano († 1942)
- 13 dicembre - Cesare Orsenigo, arcivescovo cattolico e diplomatico italiano († 1946)
- 14 dicembre - Samuel Jackson Barnett, fisico statunitense († 1956)
- 14 dicembre - Oscar Chajes, scacchista statunitense († 1928)
- 14 dicembre - Joseph Jongen, compositore, organista e insegnante belga († 1953)
- 15 dicembre - Jean Abadie, neurologo e psichiatra francese († 1934)
- 16 dicembre - Francesco Dentice di Accadia, prefetto e politico italiano († 1944)
- 17 dicembre - Ford Madox Ford, scrittore britannico († 1939)
- 19 dicembre - Giovanni Grasso, attore italiano († 1930)
- 19 dicembre - Alphonse Kirchhoffer, schermidore francese († 1913)
- 20 dicembre - Mehmet Akif Ersoy, poeta turco († 1936)
- 20 dicembre - Ettore Modigliani, funzionario e museologo italiano († 1947)
- 21 dicembre - Jan Malypetr, politico cecoslovacco († 1947)
- 21 dicembre - Angelo Mauri, politico e antifascista italiano († 1936)
- 24 dicembre - Ettore Cosomati, pittore e incisore italiano († 1960)
- 24 dicembre - Pedro Pablo Dartnell, generale e politico cileno († 1944)
- 25 dicembre - Nina E. Allender, attivista e artista statunitense († 1957)
- 25 dicembre - Vladimir Ghika, diplomatico e presbitero rumeno († 1954)
- 27 dicembre - Franca Florio, nobildonna e socialite italiana († 1950)
- 29 dicembre - Carl Otto Lampland, astronomo statunitense († 1951)
- 30 dicembre - Miklós Bánffy, scrittore e politico ungherese († 1950)
- 30 dicembre - Al Smith, politico statunitense († 1944)
- 31 dicembre - Jules Deleval, ginnasta francese († 1945)
- 31 dicembre - Carl Otto von Eicken, medico tedesco († 1960)

## Senza giorno specificato(84)
- Arturo Acevedo Vallarino, regista e drammaturgo colombiano († 1950)
- David Allison, calciatore e arbitro di calcio inglese († 1901)
- Rumeysa Aredba, principessa e scrittrice abcasa († 1927)
- Negib Azoury, politologo, funzionario e scrittore libanese († 1916)
- Ezio Babbini, generale italiano
- Franklyn Barrett, direttore della fotografia, regista e produttore cinematografico australiano († 1964)
- Ernest Joseph Bellocq, fotografo statunitense († 1949)
- Wacław Berent, scrittore polacco († 1940)
- Arsenij Bibikov, attore russo († 1927)
- Ugo Biondi, attore e trasformista italiano
- Ralph H. Booth, collezionista d'arte statunitense († 1931)
- Edward Cadbury, imprenditore e filantropo britannico († 1948)
- Dino Chiaraviglio, ingegnere e chimico italiano († 1955)
- Ioannis Chrysafis, ginnasta greco († 1932)
- John Harold Clapham, economista e storico inglese († 1946)
- Alfred Clark, regista statunitense († 1950)
- Filippo Corsini, politico italiano († 1926)
- Francis Graham Crookshank, epidemiologo, psicologo e scrittore britannico († 1933)
- Henry Davray, critico letterario e traduttore francese († 1944)
- Guelfo Del Prete, matematico italiano († 1901)
- Demetrios Deligannis, maratoneta greco
- Deskaheh, nativo americano († 1925)
- Rudolf Douala Manga Bell, politico camerunese († 1914)
- Luigi Falchi, aviatore italiano († 1964)
- Antonio Fedrigoni, imprenditore italiano († 1931)
- Jacopo Finzi, psichiatra italiano († 1902)
- James Melville Fulton, compositore e direttore di banda statunitense († 1940)
- Georgios Gennimatas, velocista greco
- Giovanni Battista Gianotti, artista, decoratore e designer italiano († 1928)
- Constant Girel, regista e direttore della fotografia francese († 1952)
- Fernand-Louis Gottlob, pittore, illustratore e incisore francese († 1935)
- Guillaume Grandidier, geografo, etnologo e zoologo francese († 1957)
- Ruggero Guerrieri, storico italiano († 1948)
- Paul Haas, tedesco
- Bénédict Pierre Georges Hochreutiner, botanico svizzero († 1959)
- William Ernest Hocking, filosofo statunitense († 1966)
- N. Katravas, nuotatore greco († 1947)
- John W. Kellette, sceneggiatore e musicista statunitense († 1922)
- Henry John Klutho, architetto statunitense († 1964)
- William Laparra, pittore francese († 1920)
- Nicola Laurenti, pittore italiano († 1943)
- Alfred Lesbros, pittore francese († 1940)
- Paul Hyacinthe Loyson, scrittore e drammaturgo francese († 1921)
- Ma Lin, generale e politico cinese († 1945)
- Gus Mears, imprenditore britannico († 1912)
- Bannister Merwin, sceneggiatore e regista statunitense († 1922)
- Mohand N'hamoucha, politico marocchino († 1982)
- Eugenio Mollino, ingegnere e progettista italiano († 1953)
- Robert Morton Nance, linguista e scrittore britannico († 1959)
- Ahmad Nami, politico siriano († 1962)
- Hector Nava, pittore argentino († 1940)
- John P. O'Brien, politico e avvocato statunitense († 1951)
- Hamo Ohanjanyan, medico, politico e rivoluzionario armeno († 1947)
- Nurettin Pascià, militare ottomano († 1932)
- Francesco Pezza, medico e storico italiano († 1956)
- Manuel Augusto Pirajá da Silva, medico brasiliano († 1961)
- Giovanni Polese, baritono italiano († 1952)
- Hasan Prishtina, politico albanese († 1933)
- Michail Michajlovič Prišvin, scrittore russo († 1954)
- Alice Pruvot-Fol, zoologa francese († 1972)
- Emilio Raicevich, lottatore e attore italiano († 1924)
- Alfredo Ravasco, orafo, gioielliere e scultore italiano († 1958)
- Clelia Romano Pellicano, scrittrice e giornalista italiana († 1923)
- Adolfo Ruscelli, ciclista su strada e pistard italiano († 1924)
- Angelo Sacchetti Sassetti, storico, funzionario e politico italiano († 1968)
- Attilio Salvaneschi, tenore italiano († 1938)
- Marc Sangnier, giornalista e politico francese († 1950)
- Hugó Scheiber, pittore ungherese († 1950)
- Alf Schofield, calciatore scozzese
- Giacomo Scotti, politico italiano († 1936)
- Augusto Cesare Seghizzi, compositore e direttore di coro italiano († 1933)
- François Simiand, economista francese († 1935)
- Nikola Subotić, politico e avvocato jugoslavo († 1963)
- Vedat Tek, architetto turco († 1942)
- Gabriel Terra, avvocato e politico uruguaiano († 1942)
- George Theunis, politico belga († 1966)
- Froylán Turcios, scrittore honduregno († 1945)
- Ugo Valeri, pittore e illustratore italiano († 1911)
- William Edwy Vine, biblista e educatore inglese († 1949)
- Enrico Vismara, imprenditore e politico italiano († 1940)
- Karl Weinmann, musicologo, insegnante e teologo tedesco († 1929)
- Emil Ziehl, ingegnere e imprenditore tedesco († 1939)
- Ahmed Sharif as-Senussi, libico († 1933)
- Lucien von Römer, medico, sessuologo e botanico olandese († 1965)